# Гардегг, Игнац цу
Игнац цу Гардегг (нем. Ignaz zu Hardegg) (1772—1848) — граф, австрийский генерал от кавалерии (1831).

## Биография
Родился 30 июля 1772 года в Вене.
Еще шестнадцатилетним юношей Гардегг участвовал в походе Лаудона против турок; во время войн Первой коалиции, будучи в чине ротмистра, отличился в сражении при Жемаппе и в других делах.
В кампании 1809 года, в чине генерал-майора, участвовал в сражении при Асперне и в битве под Ваграмом мужественно защищал Баумерсдорф.
В 1813 году искусно прикрывал отступление союзной армии в Богемию, за что был пожалован в фельдмаршал-лейтенанты. В сражении под Лейпцигом, командуя авангардом левого крыла, Гардегг был тяжело ранен в голову. 10 декабря 1813 года император Александр I пожаловал ему орден св. Георгия 3-й степени (№ 347 по кавалерским спискам)
В воздаяние отличных подвигов мужества и храбрости, оказанных в сражении против французских войск 6 и 7 октября у Лейпцига.
В кампании 1814 года командовал дивизией, с которой участвовал во многих сражениях и особо отличился под Моретом против генерала Монбрена.
Во время Венского конгресса Гардегг был назначен от австрийского правительства состоять при российском императоре Александре I.
С 1829 года был комендантом Линца и несколько позже командовал войсками в Трансильвании. В 1831 году Гардегг был произведён в генералы от кавалерии и назначен президентом Военного совета (гофкригсрата).
Скончался 17 февраля 1848 года в Вене.

## Награды
- Орден Золотого руна (1836)
- Военный орден Марии Терезии, командорский крест (1809)
- Военный орден Марии Терезии, рыцарский крест (1795)
- Австрийский орден Леопольда, большой крест
- Армейский крест 1813/14
- Королевский Гвельфский орден, большой крест (Королевство Ганновер)
- Орден Чёрного орла (28.10.1841, Пруссия)
- Орден Святого Андрея Первозванного (27.01.1846, Россия)
- Орден Святого Георгия 3-й степени (10.12.1813, Россия)
- Орден Святого Владимира 2-й степени (Россия)
- Орден Святого Александра Невского (08.01.1823, Россия)
- Орден Святой Анны 1-й степени (11.05.1815, Россия)